# Les Trois Frères (sinago)
Pour les articles homonymes, voir Les Trois Frères (homonymie).
Les Trois Frères est un sinagot, dernier bateau de pêche de ce type construit en 1943. Le sinagot est une chaloupe de pêche à deux mâts, appelé avant chaloupe de Séné, commune du golfe du Morbihan. Il porte deux voiles au tiers, couleur rouge brique. Sa coque est en chêne, passée au coaltar.

## Histoire
Construit en 1943 au chantier Querrien au Bono il a été lancé sous le nom de Solveig. 
Les Trois Frères fait l’objet d’un classement au titre objet des monuments historiques depuis le 29 décembre 1983.
Il appartient à l'association Les Amis du sinagot de Vannes depuis 1985.
Il a subi une première restauration en 1988 au chantier Michelet à Conleau et une seconde, en 1992, au Chantier du Guip  à l'Île-aux-Moines.